# Shadow Knights
Shadow Knights — The Shogun of Death (также выходившая под названием Budo — The Art of Ninja Combat) — компьютерная игра в жанре платформера, созданная id Software и изданная Softdisk в 1991 году. Shadow Knights была первой игрой, созданной в рамках контрактных обязательств id Software перед Softdisk. Shadow Knights также продавалась Softdisk в составе сборника The Lost Game Collection of ID Software.

## Сюжет

Игровой процесс игры Shadow Knights. Персонаж игрока — ниндзя серого цвета, сражающийся с тремя противниками.

Процветающая земля Найпусан попадает в осаду воинов с севера во главе со злым сёгуном Сашикой. В течение многих лет Сашика росла и начала изучать тёмную магию. Некоторые говорили, что в Сашику вселился демон Кускуро. На волне нескончаемого господства террора ниндзя, рождённый на востоке, чьё появление было предсказано мудрецами, приходит, чтобы отстранить Сашику от её престола власти и справедливо вернуть правительство Найпусану

## Игровой процесс
Shadow Knights — это базовая платформенная игра со многими элементами, похожими на игры NES Ninja Gaiden. Игрок проходить девять уровней, убивая врагов мечом с магическими звёздами, также собирая бонусы. У игрока ограничены жизненные силы и магическая сила, чтобы выжить. Игрок может накапливать силу, собирая магические сферы. Ниндзя обладает лечебными и оружейными способностями. Некоторые области уровня требуют, чтобы игрок победил монстра-босса, чтобы продвинуться вперёд.

## Разработка
Игра разрабатывалась примерно в 1990 году одновременно с разработкой игры Slordax: The Unknown Enemy. В то же время команда разрабатывала в нерабочее время игру Commander Keen in Invasion of the Vorticons с использованием компьютеров Softdisk. Том Холл спроектировал несколько уровней. Карты уровней были разработаны с использованием специальной программы под названием Tile Editor (TEd), которая была впервые создана для игры Dangerous Dave. Созданный игровой движок был позже повторно использован в Dangerous Dave in the Haunted Mansion.